# Възнесение Господне (Бели)
„Възнесение Господне/Христово“ или „Свети Спас“ (на македонска литературна норма: „Вознесение Христово“) е възрожденска православна църква в кочанското село Бели, източната част на Република Македония. Част е от Брегалнишката епархия на Македонската православна църква – Охридска архиепископия.
Църквата е изградена в 1870 година. В архитектурно отношение е трикорабен храм с равни дървени тавани, покрит нартекс с колонада.
В 1873 година икони за църквата рисува Захарий Доспевски от Самоковската школа. Храмът не е изписан.